# غار زار
غار زار (به لاتین: Zar Cave) یک غار در جمهوری آذربایجان است که در تسار واقع شده‌است.